# Клаудія Бласберґ
Клаудія Бласберґ (нім. Claudia Blasberg, 14 лютого 1975) — німецька академічна веслувальниця.
Срібна призерка Олімпійських Ігор 2000, 2004 років у складі парної двійки легкої ваги.
Чемпіонка світу 2001, 2003 років у складі парної двійки легкої ваги, срібна призерка 1998, 2002 років у складі парної двійки легкої ваги.